# بلو (گروه موسیقی)
بلو (به انگلیسی: Blue)، یک گروه پاپ انگلیسی متشکل از ۴ نفر شامل دانکن جیمز، سایمون وب، آنتونی کاستا و لی رایان می‌باشد. بلو در سال ۲۰۰۱ تأسیس شد و به یکی از محبوب ترین گروه ها در اروپا و جهان تبدیل شد ولی در سال ۲۰۰۵ پس از پیشنهاد التون جان، مبنی بر اینکه محبوبیت گروه در حال از دست رفتن است، از هم جدا شدند و تصمیم گرفتند تا روی کارهای تکنفره خود کار کنند. در آوریل سال ۲۰۰۹، گروه دوباره یکجا شده و دوباره تشکیل شد. تور بهترین‌های بلو (Best of Blue Tour 2009) در دسامبر ۲۰۰۹ انجام شد. گروه بلو تاکنون بیش از ۱۵ میلیون صفحه موسیقی در جهان به فروش رسانیده‌است. بلو همچنین در مسابقه آواز یوروویژن ۲۰۱۱ نماینده بریتانیا بود.

## All Rise (همه برخیزید): ۲۰۰۱–۲۰۰۲
گروه اولین تک آهنگ خود را به نام All Rise در ماه مه سال ۲۰۰۱ عرضه کرد که جایگاه چهارم را در جدول تک‌آهنگهای برتر انگلستان به دست آورد. دومین تک‌آهنگ آنها در ماه اوت با نام Too Close (بسیار نزدیک) در ایالات متحده مقام اول جدول را از آن خود کرد. تک‌آهنگ بسیار محبوب بعدی آن‌ها در ماه نوامبر با نام If You Come Back (اگر برگردی) بیرون آمد. هر سه این تک‌آهنگها در آلبومی قرار داده شد که آن را All Rise نامیدند. این آلبوم موسیقی در زمان کریسمس عرضه شد و در جدول برترین آلبوم‌های سال انگلستان شماره یک شد. این آلبوم توانست در انگلستان ۱٬۶۳۰٬۰۰۰ نسخه فروش کند. گروه بلو توانست جایگاه ششم را برای آهنگ Fly By II — رمیکسی از نسخه اصلی آهنگ Fly By — در انگلستان از آن خود کند.

## One Love (یک عشق) و Guilty (گناهکار): ۲۰۰۲–۲۰۰۴
دومین آلبوم استودیویی آنها، One Love در سال ۲۰۰۲ منتشر شد. آلبوم برای مدت یک هفته در صدر جدول برترین آلبوم‌های انگلستان قرار داشت. سه تک‌آهنگ از این آلبوم منشتر شدند: One Love (یک عشق) — شماره سه در بریتانیا —، Sorry Seems to Be the Hardest Word (متاسفم به نظر می‌رسد که سخت‌ترین کلمه باشد) — شماره یک در بریتانیا — و U Make Me Wanna (مرا مجبور می‌کنی) - شماره چهار در بریتانیا.
Guilty (هم خود آلبوم و هم تک‌آهنگ هم نام با آن در جدول موسیقی انگلستان شماره دو شدند)، در پاییز سال ۲۰۰۳ منتشر شد. تک‌آهنگ‌های بعدی با نامهای Signed, Sealed, Delivered, I'm Yours (امضا شده، مهر شده، رسانده شده، من مال تو ام) که با همخوانی استیوی واندر و انجی استون همراه بود مقام یازدهم را در جدول، Braeth Easy (آرام نفس بکش) مقام چهارم و Bubblin (حبابی) مقام نهم را از آن خود کردند. آلبوم Guilty بیش از ۱٬۲۶۰٬۰۰۰ نسخه در انگلستان فروش کرد.

## Best of Blue (بهترینهای بلو)، جدایی گروه و کارهای تکنفره اعضا: ۲۰۰۴–۲۰۰۸
گروه بلو بعد از اینکه التون جان، خواننده مشهور، به آن‌ها گفت که محبوبیت آنها در حال کاهش است، تصمیم گرفتند از هم جدا شوند و بر سر کارهای موسیقی تکنفره خود کار کنند. پس از عرضه آلبوم Best of Blue (بهترین‌های بلو) که شامل چند ترانه جدید مانند Curtain Falls (سقوط پرده‌ها)، Get Down on It (با اون باش) و Only Words i Know (تنها کلماتی که من می‌دانم) بود، آنها از یکدیگر جدا شدند.
هر ۴ عضو گروه کارهای تکی خود را بعد از جدایی بیرون دادند:
- دانکن جیمز (Duncan James)، با آهنگ I Believe My Heart (من به قلبم ایمان دارم) همراه با Keedie در اکتبر ۲۰۰۴ مقام دوم را در جدول بهترین تک‌آهنگ‌های بریتانیا از آن خود کرد و آلبوم او به نام Future Past (گذشته آینده) در سال ۲۰۰۶ در جدول بریتانیا شماره ۵۵ شد که در همان‌جا ۱۵٬۰۰۰ کپی از آن به فروش رفت. او در ایتالیا موفقیت بیشتری به دست آورد، جایی که آلبوم او به مقام دوم صعود کرد و تک‌آهنگهای او به موفقیت بیشتری دست یافتند.
- لی رایان (Lee Ryan) با آهنگ Army of Lovers (لشکر عاشقان) در ژولای ۲۰۰۵ جایگاه سوم را به دست آورد؛ و آلبوم او به نام Lee Ryan در اوت ۲۰۰۵ به مقام ششم رسید. آلبوم رایان در ایتالیا هم موفق بود؛ این آلبوم به مدت ۵ هفته در فهرست ۱۰ اثر برتر بود.
- سایمون وب (Simon Webbe) توانست با آهنگ Lay Your Hands (دستانت را دراز کن) در اوت ۲۰۰۵ شماره چهارم و اولین آلبومش به نام Sanctuary (مخفیگاه) توانست رتبه ۷ را به دست آورد. آلبوم او بیش از ۷۰۰٬۰۰۰ نسخه به فروش رساند. سایمون تنها فرد از گروه بود که دومین آلبوم خود را به نام Grace (زیبایی) عرضه کرد و همچنین اولین فرد گروه‌است که سومین آلبوم او در راه است.
- آنتونی کاستا (Antony Costa) تک‌آهنگ Do You Ever Think of Me (آیا تابحال به فکر من بوده‌ای) را منتشر کرد و پس از آن در فیلم Blood Brothers ظاهر شد. اولین آلبوم آنتونی به نام Heart Full of Soul (قلبی پر از روح) در سال ۲۰۰۶ در بریتانیا و ایرلند منتشر شد.

## بازگشت بلو، آلبوم جدید و تور بهترین‌های بلو: ۲۰۰۹-تاکنون

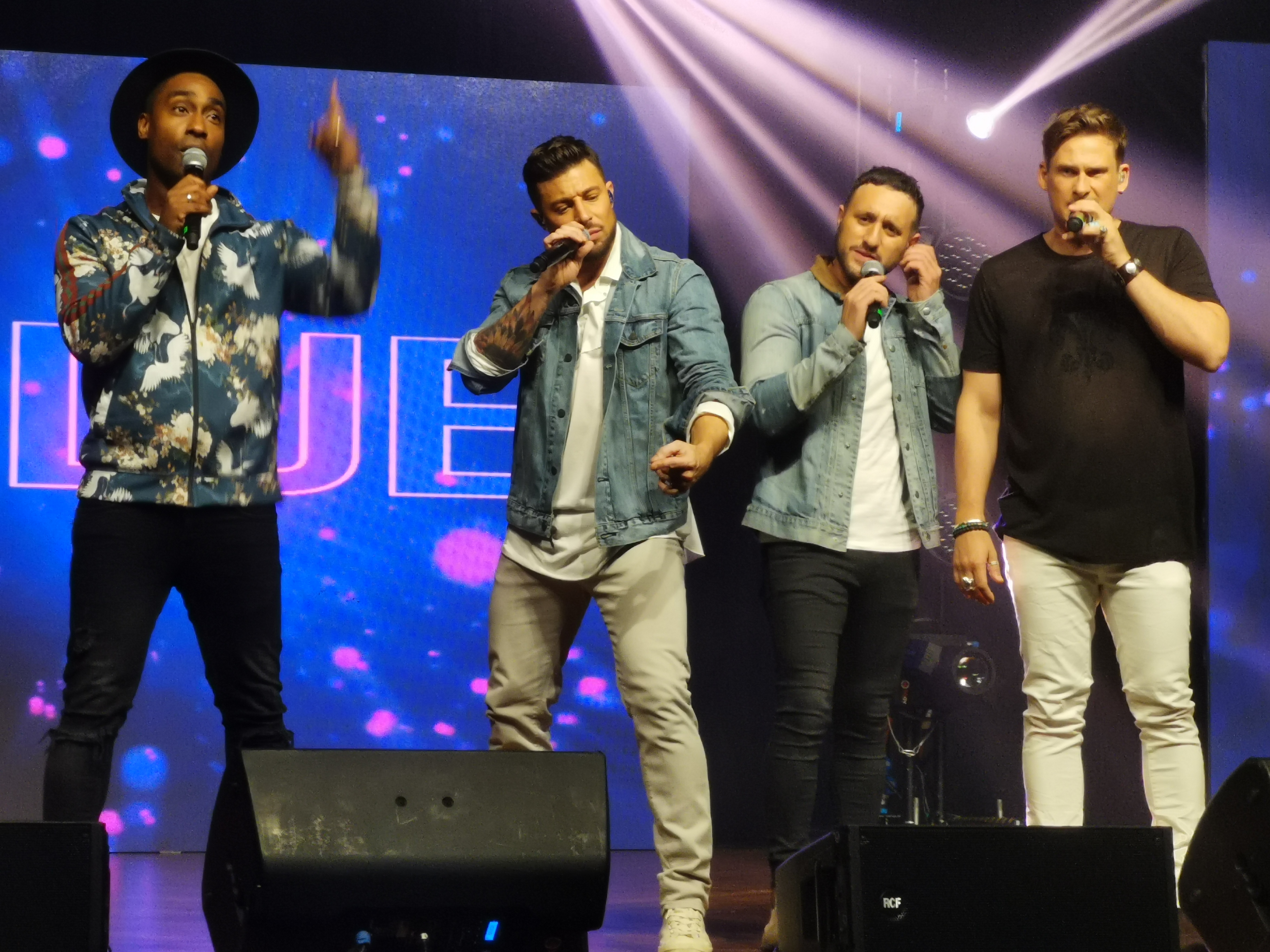
یک گروه پاپ انگلیسی

در ۱۶ آوریل سال ۲۰۰۹، آشکار شد که گروه می‌خواهد دوباره شکل گیرد و کارهای جدید خود را ارائه دهد. در ۲۸ آوریل آنها تأیید کردند که برای اولین بار کنار یکدیگر در Capital FM's Summertime Bal به اجرا خواهند پرداخت که در تاریخ ۷ ژوئن ۲۰۰۹ در استادیوم امیرت لندن برگزار شد. آن‌ها همچنان در یک رویداد خیریه در فستیوال موسیقی Midlands در هشتم اوت به اجرا پرداختند. گروه بلو تأیید کرد که آلبوم جدید خود را در سال ۲۰۱۰ بعد از اتمام تور بهترین‌های بلو عرضه خواهد کرد که بعداً این تاریخ به سال ۲۰۱۱ موکول شد. در اولین تور آن‌ها پس از چهار سال گروه رقص فلاولس (Flawless) آن‌ها را در انگلستان همراهی کرد که آن‌ها را دانکن جیمز شخصاً دعوت کرده و یکی از اعضای آنها را نیز سایمون می‌شناخت.
در ۱۳ ژوئن ۲۰۱۰، لی رایان در تویتر اعلام نمود که ترانه‌هایی برای آلبوم سال ۲۰۱۱ بلو می‌نویسد. در ۱۱ ژوئیه همچنین اعلام کرد که گروه به صورت رسمی کار را روی آلبوم جدید شروع کردند و کار ضبط آهنگ‌ها در جریان است.
در آوریل ۲۰۱۷ بلو عکسی را در صفحه توییتر و اینستاگرام خود پست کردند که نشان می‌داد در حال کار روی ششمین آلبوم خود هستند.

## آلبوم‌ها
- ۲۰۰۱: همه برخیزید (All Rise)
- ۲۰۰۲: یک‌عشق (One Love)
- ۲۰۰۳: گناه‌کار (Guilty)
- ۲۰۱۳: رولت

## آلبوم‌های دیگر
- Remixes - رمیکس‌ها
- Best of Blue - بهترین‌های بلو
- 4Ever Blue - بلو برای همیشه
- The Platinum Collection - کلکسیون طلایی
- The Collection - کلکسیون